# Fernando Ferreira (cyclisme, 2001)
Pour les articles homonymes, voir Ferreira.
Fernando Ferreira (né le 29 mars 2001,) est un coureur cycliste paraguayen.

## Biographie
En 2019, Fernando Ferreira se classe deuxième de la course en ligne et du contre-la-montre aux championnat du Paraguay juniors. Il devient également champion national chez les espoirs en 2021. L'année suivante, il représente son pays aux Jeux bolivariens, mais aussi aux Jeux sud-américains. Il remporte ensuite le championnat du Paraguay sur route en 2024 chez les élites.

## Palmarès et résultats

### Palmarès par année
- 2018
  - 3e du championnat du Paraguay sur route juniors
- 2019
  - 2e du championnat du Paraguay du contre-la-montre juniors
  - 2e du championnat du Paraguay sur route juniors
- 2020
  - 3e du championnat du Paraguay du contre-la-montre espoirs
- 2021
  -  Champion du Paraguay sur route espoirs
  - 2e du championnat du Paraguay du contre-la-montre espoirs
- 2022
  - 1re étape du Giro d'Hernandarias (contre-la-montre)
  - 2e du championnat du Paraguay du contre-la-montre espoirs
- 2023
  - 2e étape du Giro d'Hernandarias (contre-la-montre)
  - 2e du championnat du Paraguay du contre-la-montre espoirs
  - 3e du championnat du Paraguay sur route espoirs
- 2024
  -  Champion du Paraguay sur route
  - Vuelta Franco
  - 2e du championnat du Paraguay du contre-la-montre
- 2025
  - 3e du championnat du Paraguay sur route

### Classements mondiaux
| Année                                 | 2021 | 2022  | 2023  | 2024 |
| ------------------------------------- | ---- | ----- | ----- | ---- |
| Classement mondial                    | 771e | 1749e | 1983e | 913e |
| UCI America Tour                      | 90e  | 266e  | 310e  | nc   |
|                                       |      |       |       |      |
| Légende : nc = non classéSource : UCI |      |       |       |      |